# Grand Prix van Zwitserland 1948
De Grand Prix van Zwitserland 1948 was een autorace die werd gehouden op 4 juli 1948 op het Stratencircuit Bremgarten.

## Uitslag
| Positie | Nummer | Rijder                  | Team          | Ronden | Tijd/Opgave     | Startplaats |
| ------- | ------ | ----------------------- | ------------- | ------ | --------------- | ----------- |
| 1       | 26     | Carlo Felice Trossi     | Alfa Romeo    | 40     | 1:59:17.3       | 4           |
| 2       | 30     | Jean-Pierre Wimille     | Alfa Romeo    | 40     | +0.2            | 1           |
| 3       | 34     | Luigi Villoresi         | Maserati      | 40     | +2:37.3         | 3           |
| 4       | 56     | Consalvo Sanesi         | Alfa Romeo    | 39     | +1 ronde        | 6           |
| 5       | 32     | Alberto Ascari          | Maserati      | 39     | +1 ronde        | 5           |
| 6       | 4      | Louis Chiron            | Talbot-Lago   | 38     | +2 ronden       | 8           |
| 7       | 8      | Charles Pozzi           | Talbot-Lago   | 37     | +3 ronden       | 10          |
| 8       | 54     | Yves Giraud-Cabantous   | Talbot-Lago   | 36     | +4 ronden       | 20          |
| 9       | 42     | Igor Troubetzkoy        | Ferrari       | 35     | +5 ronden       | 18          |
| NF      | 40     | Clemente Biondetti      | Ferrari       | 31     | Oververhitting  | 15          |
| NF      | 46     | Luigi Fagioli           | Maserati      | 28     | Motor           | 17          |
| NF      | 12     | Giuseppe Farina         | Maserati      | 28     | Motor           | 2           |
| NF      | 24     | Raymond Mays            | ERA           | 23     | Aandrijfas      | 9           |
| NF      | 52     | Birabongse Bhanubandh   | Maserati      | 10     | Versnellingsbak | 16          |
| NF      | 18     | Louis Rosier            | Talbot-Lago   | 10     | Olielek         | 14          |
| NF      | 48     | Emmanuel de Graffenried | Maserati      | 10     | Botsing         | 13          |
| NF      | 36     | Gianfranco Comotti      | Talbot-Lago   | 7      | Olielek         | 19          |
| NF      | 10     | Raymond Sommer          | Simca-Gordini | 5      | Motor           | 7           |
| NF      | 20     | George Abecassis        | Alta          | 4      | Ongeluk         | 12          |
| NF      | 50     | Christian Kautz         | Maserati      | 2      | Fataal ongeluk  | 11          |
| DNQ     | 22     | Bob Gerard              | ERA           |        |                 |             |
| DNQ     | 28     | Achille Varzi           | Alfa Romeo    |        | Fataal ongeluk  |             |
| DNQ     | 44     | Clemar Bucci            | Maserati      |        | Ongeluk         |             |

1934 · 1935 · 1936 · 1937 · 1938 · 1939 · 1947 · 1948 · 1949 · 1950 · 1951 · 1952 · 1953 · 1954 · 1975 · 1982
Als eretitel: 1923 (Italië) · 1924 (Frankrijk) · 1925 (België) · 1926 (San Sebastián) · 1927 (Italië) · 1928 (Italië) · 1930 (België) · 1947 (België) · 1948 (Zwitserland) · 1949 (Italië) · 1950 (Groot-Brittannië) · 1951 (Frankrijk) · 1952 (België) · 1954 (Duitsland) · 1955 (Monaco) · 1956 (Italië) · 1957 (Groot-Brittannië) · 1958 (België) · 1959 (Frankrijk) · 1960 (Italië) · 1961 (Duitsland) · 1962 (Nederland) · 1963 (Monaco) · 1964 (Groot-Brittannië) · 1965 (België) · 1966 (Frankrijk) · 1967 (Italië) · 1968 (Duitsland) · 1972 (Groot-Brittannië) · 1973 (België) · 1974 (Duitsland) · 1975 (Oostenrijk) · 1976 (Nederland) · 1977 (Groot-Brittannië)
Als alleenstaande race: 1983 · 1984 · 1985 · 1993 · 1994 · 1995 · 1996 · 1997 · 1999 · 2000 · 2001 · 2002 · 2003 · 2004 · 2005 · 2006 · 2007 · 2008 · 2009 · 2010 · 2011 · 2012 · 2016